# 馬薩瓦特
馬薩瓦特（西班牙語：Masahuat），是薩爾瓦多的城鎮，位於該國西北部，由聖安娜省負責管轄，面積71.23平方公里，海拔高度387米，2007年人口3,393，人口密度每平方公里47.63人。
14°11′N 89°26′W / 14.183°N 89.433°W